# Marawá
El marawá és una llengua extingida de les llengües arawak de l'Alt Amazones que s'havia parlat als marges del riu Solimões, a l'estat de l'Amazones (Brasil). Kaufman la va classificar dins del grup baré com a part del grup Alt Amazones Central, mentre que Aikhenvald no la diferenciava de la llengua baré.